# Национальный военно-медицинский центр имени Уолтера Рида
Национальный военно-медицинский центр имени Уолтера Рида (англ. Walter Reed National Military Medical Center) — объединённый военно-медицинский госпиталь Вооружённых сил США, расположенный в городе Бетесда, штат Мэриленд, недалеко от штаб-квартиры Национальных институтов здоровья.
Единый для всех трёх видов войск (Армия, ВМС, ВВС) медицинский центр был создан в 2011 году, когда Армейский медицинский центр имени Уолтера Рида (WRAMC), названный в честь исследователя жёлтой лихорадки Уолтера Рида, был объединён с Национальным военно-морским медицинским центром.

## Армейский медицинский центр имени Уолтера Рида
Армейский медицинский центр имени Уолтера Рида (англ. Walter Reed General Hospital, WRGH (1909—1951); Walter Reed Army Medical Center, WRAMC (1951—2011)) был основан в 1909 году, и оставался ведущим медицинским центром армии США до 2011 г. Расположенный в Вашингтоне, округ Колумбия, госпиталь обслуживал более 150 000 действительных и отставных военнослужащих.
Назван в честь американского военного врача, бактериолога и паразитолога Уолтера Рида.
В 2007 году по результатам расследования в палатах госпиталя были выявлены ненадлежащие условия содержания пациентов, что повлияло на его дальнейшее закрытие.

## Национальный военно-морской медицинский центр
Национальный военно-морской медицинский центр (англ. National Naval Medical Center) был основан в 1940 году, и первоначально состоял из Военно-морского госпиталя, рассчитанного на 1200 коек, Военно-морской медицинской школы, Военно-морской стоматологической школы (ныне Национальный военно-морской стоматологический центр) и Военно-морского института медицинских исследований.

## Факты
- На вычислительных ресурсах дата-центра Военно-медицинского центра имени Уолтера Рида хранятся медицинские данные о биообразцах, собранных Военным репозитарием сыворотки крови (DoDSR) — биологического хранилища Министерства обороны США, содержащего более 50 млн образцов сыворотки, собранных от кандидатов и военнослужащих Вооружённых сил США при тестировании на ВИЧ.